# Patom-Krater

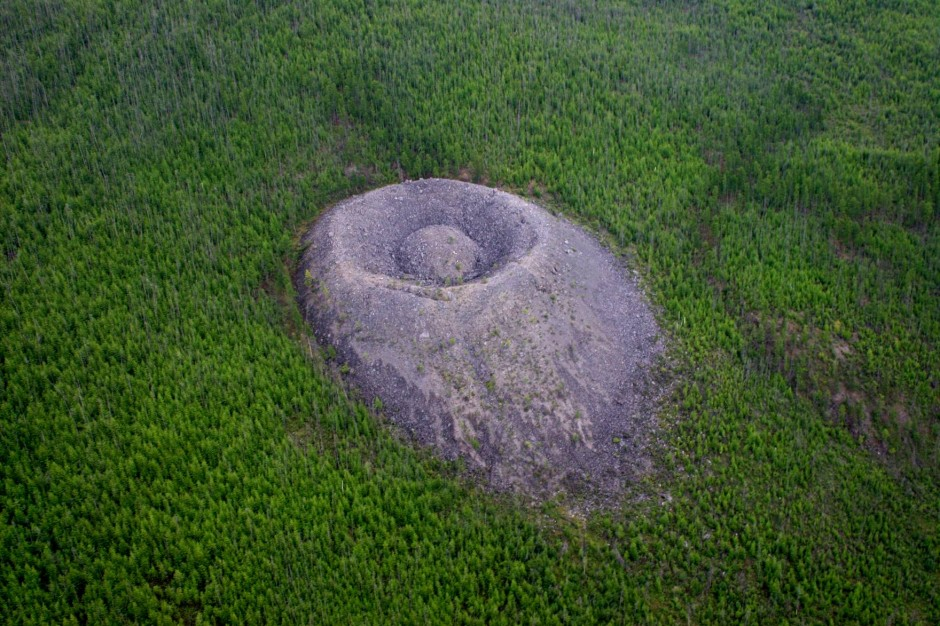
Patom-Krater, fotografiert aus der Luft (2014)

Der Patom-Krater (auch Patomsky-Krater, russisch Патомский кратер, englisch Patom crater, Patomskiy crater) ist ein kraterähnliches Gebilde im Patomhochland im Rajon Bodaibo, Oblast Irkutsk, Sibirien. Die Struktur wurde 1949 vom Geologen Wladimir Kolpakow entdeckt.
Die Struktur hat einen Durchmesser von 180 m und eine Höhe von 40 m. Wissenschaftliche Expeditionen fanden 2006, 2008 und 2010 statt. Dendrologische Untersuchungen weisen auf ein Alter von mindestens 480 Jahren hin. Die Masse der aufgeworfenen Gesteine wird auf etwa eine Million Tonnen geschätzt.
Die Befunde weisen auf einen Vulkan hin, der durch Dampf- und Gasausbrüche entstanden sein könnte. Insbesondere könnte es sich laut den Ergebnissen der fünften Expedition um Kryovulkanismus aus der Kleinen Eiszeit handeln.
Ed Stafford besuchte den Ort in der Sendung "Ed Stafford: Survival-trip ins Ungewisse" und brachte Steine mit und ließ diese untersuchen. Seine mitgebrachten Steine weisen auf einen Meteoriten hin.